# Горішина (пам'ятка природи)
Горі́шина — ботанічна пам'ятка природи місцевого значення. Розташована на території Мізяківсько-Хутірської сільської ради Вінницького району Вінницької області (Вінницьке лісництво, кв. 19, діл.4) поблизу с. Переорки. Оголошена відповідно до Рішення Вінницького облвиконкому від 10.08.1983 р. № 384. Охороняється ділянка цінних культур — горіха чорного.